# Orisono
Orisono (Eigenschreibweise ORISONO) ist eine Schweizer Filmproduktionsfirma für Spielfilme, Dokumentarfilme, Serien und Werbungen.

## Geschichte
Orisono wurde 2020 von Alexander Stratigenas und Timothy Ross in Luzern gegründet. Ursprünglich hatte Stratigenas Räumlichkeiten in den Soundville Media Studios gemietet, bei dessen Geschäftsführer René Zingg er die Ausbildung zum Eidg. Tontechniker absolviert hatte. Seither arbeitet Orisono eng mit den Soundville Media Studios zusammen und soll die Firma als Nachfolger von Zingg übernehmen.
Orisono ist national und international in der Entwicklung und Realisierung von Kino- und Dokumentarfilmen sowie Serien tätig. In Zusammenarbeit mit dem Regisseur Sven Schnyder und dem Produzenten Sebastian Klinger realisierte Orisono von 2019 bis 2021 die Kurzfilme Pünt, Maiensäss und Paxmal mit Carlos Leal und Werner Biermeier in den Hauptrollen.
Gemeinsam mit der in Brunnen ansässigen Produktionsfirma 89 Productions und Arnold Films aus Barcelona co-produzierte Orisono im Jahr 2022 den Spielfilm Color of Heaven. Der Film, der in Brunnen und Luzern gedreht wurde, ist das Spielfilmdebüt des Regisseurs Joan-Marc Zapata und feierte Weltpremiere am Internationalen Filmfestival von San Sebastián.
Für die peruanische Netflix-Serie Contigo Capitán, welche den Rechtsstreit des Fussballspielers Paolo Guerrero vor der Weltmeisterschaft 2018 behandelt, war Orisono zusammen mit 89 Productions verantwortlich für die Durchführung der Dreharbeiten in der Schweiz. Ebenfalls stellte Orisono lokales Know-how und Produktionsdienstleistungen für Taming the Beast zur Verfügung. Der Dokumentarfilm beleuchtet den Werdegang von Eddie “The Beast” Hall und ist in weiteren Rollen mit Arnold Schwarzenegger und Sylvester Stallone besetzt. Später wirkte Orisono als lokaler Dienstleister an der HBO-Max-Serie Captains of America mit.
Im Jahr 2024 co-produzierte Orisono Sew Torn, das Spielfilmdebüt des Gewinners des Studenten-Oscars Freddy Macdonald. Der Film basiert auf einem gleichnamigen Kurzfilm von Macdonald, der im Jahr 2019 von Searchlight Pictures erworben worden war und sich für den Oscar qualifiziert hatte. Sew Torn ist mit einem internationalen Darsteller-Ensemble besetzt, darunter Eve Connolly, Calum Worthy, K Callan und Caroline Goodall. Sew Torn feierte Weltpremiere am South by Southwest Film Festival und erhielt neben einer 100-%-Bewertung auf Rotten Tomatoes positive Kritiken in Fachzeitschriften wie The Hollywood Reporter, Deadline oder Mashable. Auf IMDb wird der Film mit 8,9 / 10 bewertet.

## Weiteres
Orisono setzt sich für eine Stärkung des Filmstandorts Schweiz durch die Mitarbeit in der Filmkommission Schweiz und der IG Independent Producers ein. Zusammen mit Soundville Media Studios betreibt Orisono in Luzern eines der besten Dolby-Atmos-Tonstudios der Schweiz und fördert Schweizer Musikschaffende mit dem eigenen Label Orisono Music.

## Filmografie (Auswahl)
- 2021: Paxmal (Kurzfilm)
- 2022: Color of Heaven (Spielfilm)
- 2024: Sew Torn (Spielfilm)